# Nafissatou Diagne
Pour les articles homonymes, voir Diagne.
Nafissatou Diagne est une joueuse sénégalaise de basket-ball.

## Carrière
Nafissatou Diagne évolue en équipe du Sénégal dans les années 1970 et 1980 et remporte notamment le Championnat d'Afrique féminin de basket-ball 1977 et le Championnat d'Afrique féminin de basket-ball 1981. Elle participe aussi au Championnat du monde féminin de basket-ball 1975, terminant à la 13e place.